# Breheimsenteret

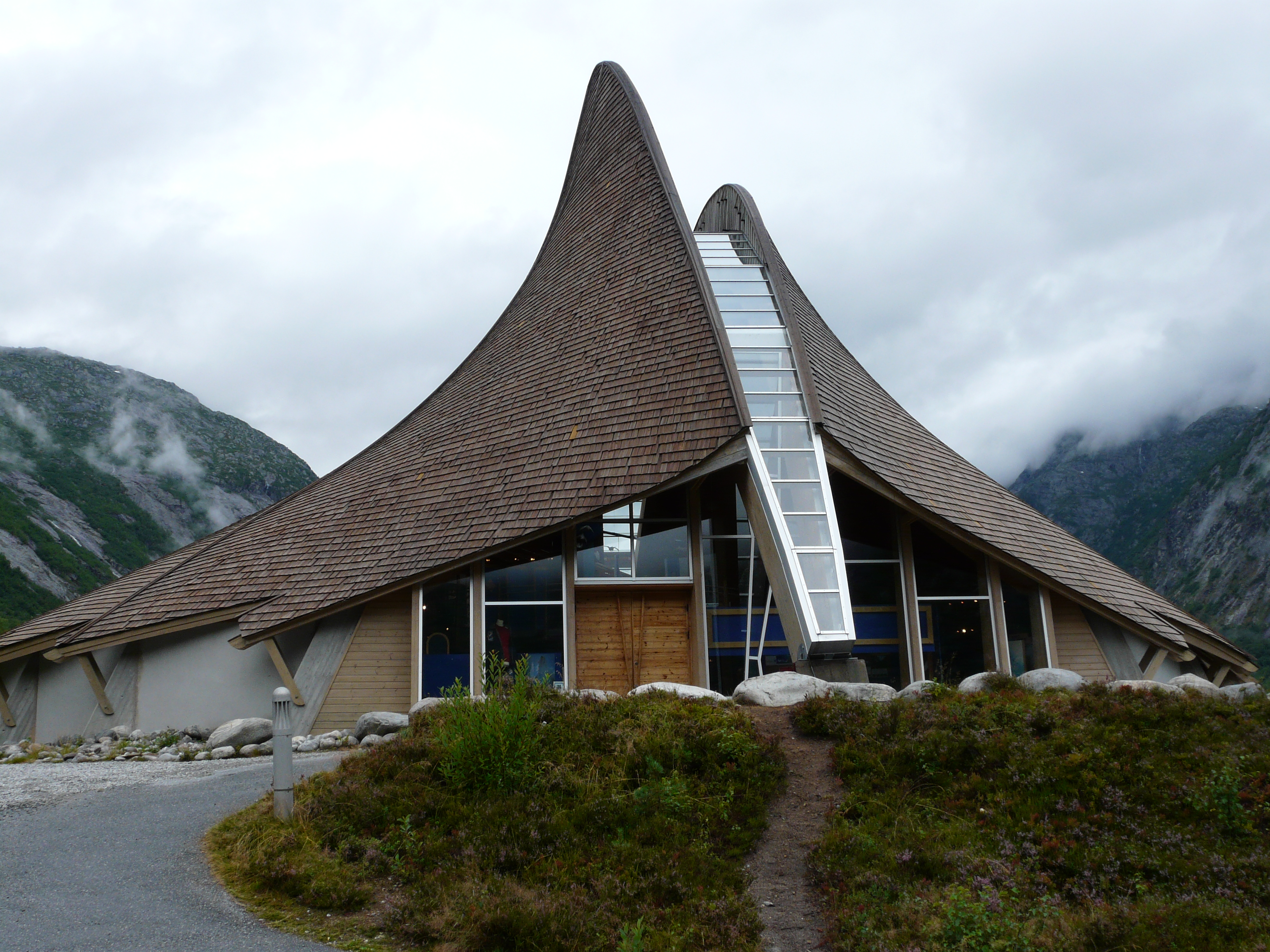
Breheimsenteret

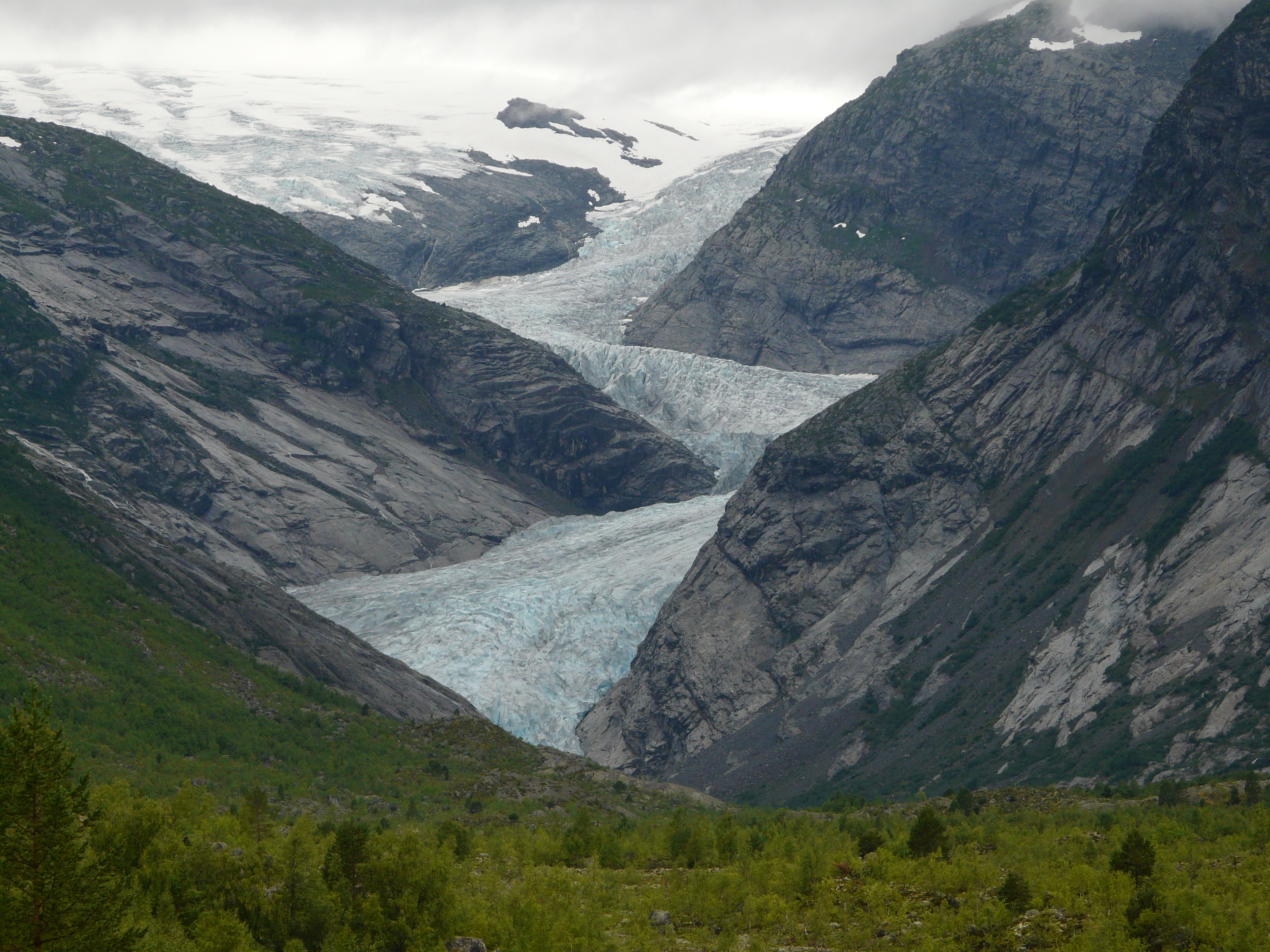
Nigardsbreen gezien vanaf Breheimsenteret

Het Breiheimscentrum (Noors: Breheimsenteret) gelegen bij de Nigardsbreen in het Jostedal dicht bij Gaupne is een museum en een van de drie bezoekerscentra van het nationaal park Jostedalsbreen met de gletsjer Jostedalsbreen in de provincie Vestland in Noorwegen.
Het is geopend van 1 mei tot en met 1 oktober. Bereikbaar via de dalweg RV 604. Vanuit Sogndal gaat er een gletsjerbus naar het Breheimsenteret. Dichtbij ligt het gletsjermeer Styggevatnet.
In de avond van 28 juli 2011 is het gebouw tot de grond afgebrand. 